# Rembert De Smet
Rembert De Smet (Gent, 18 juni 1954 - 28 januari 2017) was een Belgisch muzikant.

## Levensloop
De Smet was actief als zanger en gitarist van de Belgische new waveband 2 Belgen en vervolgens de flamenco-popgroep Está Loco. Tevens werkte hij onder meer samen met Praga Khan van Maurice Engelen.
Later was hij samen met Wim Claeys een van de bezielers van de Walter De Buck-band en speelde hij de muziek op diens begrafenis. Ook bracht hij een album uit met de liedjes van de Gentse volkszanger Karel Waeri.
Hij overleed ten gevolge van kanker.

## Eerbetoon
In 1985 ontving hij de 'beste groepsdebuut'-award tijdens de Radio 2 Zomerhit.